# Hypocalyptus oxalidifolius
Hypocalyptus oxalidifolius là một loài thực vật có hoa trong họ Đậu. Loài này được (Sims) Baill. miêu tả khoa học đầu tiên.